# کاظم ملایی
کاظم ملایی (زاده شده در ۱۳ آذر ۱۳۶۰، سبزوار) نویسنده، تدوین‌گر و کارگردان سینمای ایران است. وی دانش‌آموخته رشته کارگردانی سینما از دانشگاه سوره تهران و عضو سابق هیئت مدیره «انجمن فیلم کوتاه ایران» (ایسفا) می‌باشد.

## فیلم‌شناسی
- «گورکن» (۱۳۹۸) / فیلم سینمایی / ۹۳ دقیقه
- «کوپال» (۱۳۹۵) / فیلم سینمایی / ۸۱ دقیقه
- «دیلیت» (۱۳۹۰) / فیلم کوتاه / ۱۱ دقیقه
- «منها» (۱۳۸۸) / فیلم کوتاه / ۲۳ دقیقه
- «لطفاً از خط قرمز فاصله بگیرید» (۱۳۸۶) / فیلم کوتاه / ۳۰ دقیقه
- «کارمن فونبره» (۱۳۸۳) / مستند کوتاه / ۲۱ دقیقه
- «اکبر تو رو خدا پیش از من نمیر!» (۱۳۸۲) / فیلم کوتاه / ۳۸ دقیقه
- «در کوچه باد می‌آید» (۱۳۸۰) / فیلم کوتاه / ۴۰ دقیقه
- «تل» (۱۳۷۸) / فیلم کوتاه / ۲۰ دقیقه
- «از بازی تا …» (۱۳۷۸) / فیلم کوتاه / ۱۴ دقیقه

## در مورد آثار فیلمساز
فیلم سینمایی «گورکن» در اولین حضور جهانی خود در بیست و سومین جشنواره بین‌المللی فیلم شانگهای چین به نمایش درآمد و توانست نامزد دریافت جایزه بهترین فیلم در بخش استعدادهای جدید آسیایی شود. این فیلم در ادامه، در اولین نمایش آمریکای شمالی خود، در بخش مسابقه بیست و هفتمین جشنواره فیلم آستین آمریکا (جشنواره فیلمنامه‌نویسان) به نمایش درآمد و کاظم ملایی نویسندهٔ فیلم، موفق به دریافت جایزه بهترین فیلم داستانی از این رویداد معتبر فیلمنامه نویسان شد.
گورکن علاوه بر نمایش در جشنواره‌های شانگهای چین و آستین آمریکا، در بیش از ۵۰ جشنواره جهانی از جمله همیلتون کانادا، جوگجا نتپک اندونزی، سالرنو ایتالیا، باهاما|، صوفیا منار بلغارستان، فارگوی آمریکا، سالنتوی ایتالیا، مریلند آمریکا، پنج دریاچه آلمان، ریورساید آمریکا، آوانکای پرتغال، کیکستر انگلستان، وارنای بلغارستان، اسپلیت کرواسی، زیرزمینی آریزونا، فیلم‌های آسیایی لس‌آنجلس، کالیای اسپانیا، جیپور هندوستان، داکای بنگلادش، بوفالوی آمریکا، آسیایی بارسلونا، ترنی ایتالیا و … به نمایش درآمد و ۲۳ جایزهٔ مختلف را کسب نموده‌است.
فیلم سینمایی «کوپال» (۱۳۹۵) اولین فیلم بلند سینمایی کاظم ملایی است که قصهٔ آن در مورد یک شکارچی و تاکسیدرمیست به نام «دکتر احمد کوپال» (با بازی لوون هفتوان) است که در روز آخر سال با یک چالش غریب در زندگی‌اش مواجه می‌شود. اولین نمایش فیلم سینمایی کوپال، بخش سودای سیمرغ سی و پنجمین جشنواره فیلم فجر (۱۳۹۵) بوده‌است.
کوپال در بخش رقابتی بیش از ۷۰ جشنواره خارجی از جمله «چهل و ششمین جشنواره بین‌المللی بلگراد»، «بیست و دومین جشنواره بین‌المللی کرالا هندوستان»، «بیست و دومین جشنواره اسپلیت کرواسی»، «هجدهمین جشنواره افق‌های جدید لهستان»، «هجدهمین جشنواره بلک مووی سوئیس»، «هجدهمین جشنواره بین‌المللی انکوریج آلاسکا»، «بیست و سومین جشنواره کلکته هندوستان»، «شانزدهمین جشنواره ایسکیای ایتالیا» و … به نمایش درآمد و در جشنواره‌های «ششمین جشنوارهٔ بین‌المللی براشوف کانادا» (۲۰۱۷)، «سی و چهارمین جشنوارهٔ بین‌المللی بوگوتای کلمبیا» (۲۰۱۷)، «بیست و ششمین جشنوارهٔ بین‌المللی برکلی آمریکا» (۲۰۱۷)، «دوازدهمین جشنوارهٔ بین‌المللی همیلتون کانادا» (۲۰۱۷)، «هفتمین جشنوارهٔ بین‌المللی ویاوگای آمریکا» (۲۰۱۷)، «سیزدهمین جشنوارهٔ هانتینگتون بیچ آمریکا» (۲۰۱۸) و … جایزهٔ بهترین فیلم سینمایی را بدست آورد.
کاظم ملایی توانست برای فیلم کوپال در «یازدهمین جشن انجمن منتقدان سینمای ایران» (۱۳۹۶) نامزد دریافت جایزه بهترین خلاقیت و استعداد درخشان و در «سی و هفتمین جشنواره فیلم فجر» نامزد سیمرغ بلورین بهترین آنونس و از نوزدهمین جشن سینمایی حافظ (جشن دنیای تصویر) (۱۳۹۸) نامزد دریافت «نشان عباس کیارستمی» شود. او همچنین برای این فیلم از «بیست و سومین جشنوارهٔ بین‌المللی فیلم کلکته هندوستان» (۲۰۱۷) و «هفتمین جشنوارهٔ بین‌المللی فیلم سبوی فیلیپین» جایزهٔ ویژهٔ هیئت داوران و از «هشتمین جشن کانون فیلمنامه‌نویسان سینمای ایران» (شهریور ۱۳۹۸) جایزه بهترین فیلمنامه هنروتجربه را دریافت کرد.
از آثار کوتاه ملایی می‌توان به «اکبر، تو رو خدا پیش از من نمیر!»، «لطفاً از خط قرمز فاصله بگیرید»، «منها» و «دیلیت» اشاره کرد. او با فیلم منها توانست تندیس «بهترین فیلم کوتاه تجربی» در بخش‌های ملی و بین‌المللی «بیست و ششمین جشنوارهٔ بین‌المللی فیلم کوتاه تهران» (سال ۱۳۸۸) و تندیس «بهترین کارگردانی تجربی» چهاردهمین جشن خانه سینما را در سال (۱۳۸۹) کسب کند. فیلم «دیلیت» آخرین فیلم کوتاه این کارگردان نیز در «بیست و هشتمین جشنوارهٔ بین‌المللی فیلم کوتاه تهران» (۱۳۹۰) موفق به کسب تندیس «بهترین فیلم تجربی» و «بهترین فیلم جشنواره» از نگاه تماشاگران شد.